# TwinsDntBeg
Emmanuel a Samuel Appiah Gyanovi (* 3. dubna 1989), profesionálně známí jako Twins don't beg, stylizovaní jako Twinsdntbeg, jsou ghanská dvojčata a fotografové. Duo začalo fotografovat v roce 2015 a spolupracovalo s celebritami a postavami na místní i mezinárodní úrovni. Jsou oficiálními fotografy druhé dámy Ghany, Samiry Bawumia.

## Raný život a vzdělání

TwinsDntBeg: Novinářka Simi Jolaoso před budovou BBC's New Broadcasting House, Londýn, 2022

Emmanuel a Samuel Appiah Gyanovi se narodili 3. dubna 1989. Vystudovali zemědělství se zaměřením na technologii po sklizni a management krajiny a architekturu na Kwame Nkrumah University of Science and Technology (KNUST), Kumasi, Ghana.

## Kariéra
Duo začalo s profesionálním fotografováním v roce 2015. Spolupracovali s ghanskými osobnostmi, jako je prezident Republiky Ghana, Nana Akufo Addo, Becca, Akosua Vee, francouzská velvyslankyně Anne Sophie Avé, Efya, DKB, Jackie Appiah, Stonebwoy nebo Nana Ama McBrown.

## Vyznamenání a ocenění
- Vítězové nejlepších fotografů nočního života roku na Ghana Nightlife Awards.[2]
- Nejvlivnější mladí Ghaňané v kategorii životního stylu Avance Media 50 nejvlivnějších mladých Ghaňanů Awards 2018.[6][7]
- Reprezentovali Ghanu na 51. ročníku NAACP Image Awards v Kalifornii.[8][9][10][11]